# Huenchur
La Huenchur es un importante personaje marino perteneciente a la mitología chilota; la cual estaría encargada de controlar el clima.

## Descripción
Se dice que la Huenchur tiene la apariencia de una mujer anciana, que viste con un traje típico de una machi; y siempre se observa en el mar sobre una embarcación llamada bongo (tronco cavado con forma de bote).

## Leyenda
La leyenda dice que la Huenchur era una antigua y muy conocida Machi, por ello era muy visitada por las personas que necesitaban ayuda.
Un día, al salir a buscar hierbas medicinales al bosque, encontró entre los matorrales a un leñador moribundo. Como era su deber, decidió ayudarlo y lo llevó a su ruca, que se encontraba entre el lago Cucao y el lago Huelde; y posteriormente utilizó sus habilidades para curar las heridas del leñador. Con el paso del tiempo el leñador se recuperó y nació el amor entre ambos. Como era la costumbre, ellos se casaron, y al pasar un año tuvieron una hija a la que llamaron Huenchula. Su hija al crecer, fue una joven muy hermosa a la que todos los habitantes de la isla admiraban. Como la Huenchur necesitaba siempre ayuda en los quehaceres domésticos, su hija siempre la ayudaba, realizando quehaceres tales como traer el agua al hogar. Fue así como sucedió que en los viajes que realizaba Huenchula al lago Huelde para buscar agua, se le aparecía una criatura con la apariencia de un ser mitad lobo marino y mitad hombre. Su hija le contó estos encuentros, pero la Huenchur, no le creyó la historia y pensó que era una fantasía; ya que como machi, muchas veces escuchaba historias fantasiosas de las personas. Debido a ello, su hija continuó dirigiéndose al lago; hasta que un día desapareció.
Se dice que como su hija no regresó al hogar, ella muy angustiada salió a buscarla, pero al llegar a las orillas del lago, la Huenchur encontró la "chunga", en la cual su hija llevaba el agua, y esta sólo estaba llena de un líquido rojo similar a la sangre. Al ver esto se dirigió llorando a su casa, y allí le contó lo sucedido a su esposo; y decidieron hacer un machitún, para conseguir el regreso de su hija; que ellos suponían debía estar raptada por algún brujo de Chiloé, o algún ser maligno. Pero a pesar de todos sus esfuerzos, su hija no volvió. 
Luego de pasar un año de angustias y pena, en una noche de luna llena, su hija perdida volvió a su casa. La Huenchur y su marido, se sorprendieron por el regreso de su hija, y luego de calmarse le preguntaron por qué había desaparecido. Su hija respondió que se había casado con un rey y que había tenido una hija con él; y que había vuelto para traerles regalos de parte de su esposo, como era la costumbre. La Huenchur y su marido, observaron que su hija tenía muy envuelta entre sus brazos a su nieta; y le pidieron verla. Su hija les respondió que no podían, ya que la niña debía permanecer ajena a las miradas de todos; pues era especial. Luego su hija depositó a la nieta de la Huenchur en una vasija de manera, llamada "lapa", para que la niña durmiera; y le encargó a su madre que la cuidara, ya que ella tenía que salir por un momento. Sin embargo, al quedar solos, a la Huenchur y su marido les entró la curiosidad y decidieron ver a su nieta por un momento. Pero al quitar el tejido que la cubría, en ese mismo momento, su nieta se transformó, y ellos solo observaron agua. Posteriormente, al volver su hija y ver lo sucedido, se puso a llorar amargamente; y tristemente, Huenchula tomó la lapa, y se dirigió al mar a encontrarse con su marido; quien era realmente el ser conocido como Millalobo. El rey de los mares al ver lo sucedido, le dijo a si esposa que no sufriera por lo sucedido, y posteriormente transformó el agua que había estado en la lapa, en una bella mujer llamada Pincoya; y así toda la familia se fue a vivir en el fondo del mar.
Debido a lo sucedido, la hija de la Huenchur no volvió jamás a su hogar; hecho que trajo a la Huenchur, gran pena, y culpa. Al pasar el tiempo, consumido por la angustia, falleció el esposo de la Huenchur. Así, ya enloquecida por todo lo sucedido, salió a buscar a su hija. Al no encontrarla en el bosque, se acercó al lago Cucao y se embarcó en un "bongo", y navegó en dirección al río para dirigirse al mar. Se dice que en el trayecto iba gritando: Cucao Cucao Cucao, Cule (debido a ello el lago sería llamado Cucao).
Al llegar el océano, la frágil embarcación quedó a la deriva en el océano, hasta que las enormes olas la destrozaron y se hundió en las profundidades. La Pincoya, como era su deber, en ese momento se dirigió hacia el naufragio. Pero al llegar reconoció a su abuela muerta, y por ello decidió llevar el cuerpo muerto, ante la presencia de su padre, el poderoso Millalobo. El millalobo al ver angustiadas a su hija y a su esposa, decidió devolverle la vida a la Huenchur. Pero como había desobedecido la orden de no ver a su nieta; revivió a la Huenchur, bajo la condición de que ella, no debía volver a tener jamás contacto directo con los seres humanos, ni llegar a tierra firme. Para cumplir esta condición, ella debía navegar en su pequeña barca por toda una eternidad. La Huenchur se sorprendió al saber que el esposo de su hija era el gran Millalobo y como agradecimiento por haberla revivido y permitirle estar junto a su familia, aceptó las condiciones. 
Con el paso del tiempo, el Millalobo, reconoció a la Huenchur como una mujer sabia, y por ello decidió darle la autoridad para controlar el curso de las mareas y el viento, para dirigir el clima marino. También decidió perdonarla en parte, y así le dio el poder para comunicarse con los habitantes de la tierra, a través del viento y por medio de un ayudante, llamado el Cahuelche. Desde ese día es la Huenchur quien conoce y anuncia la llegada del buen tiempo con el viento Sur, cuando el viento sopla en la parte baja de los acantilados. Anunciando el mal tiempo y la tempestad, al soplar el viento en las alturas de los cerros, y escuchándose por medio del viento la voz de la Huenchur gritando Cucaoooooo-Cucaooooo-Cucao, Culeeeee; lo cual es una señal de que no se debe salir a pescar en el mar.